# بونیفاس یکم، مارکی مونتفرات
بونیفاس مونفروا (ایتالیایی: Bonifacio del Monferrato; ۱ ژانویهٔ ۱۱۵۰ – ۴ سپتامبر ۱۲۰۷)، حاکم مونفروات (از سال ۱۱۹۲)، رهبر نیروهای صلیبی طی جنگ چهارم صلیبی بود که بعدها تبدیل به پادشاه تسالونیک شد (از سال ۱۲۰۵).